# 샬랴

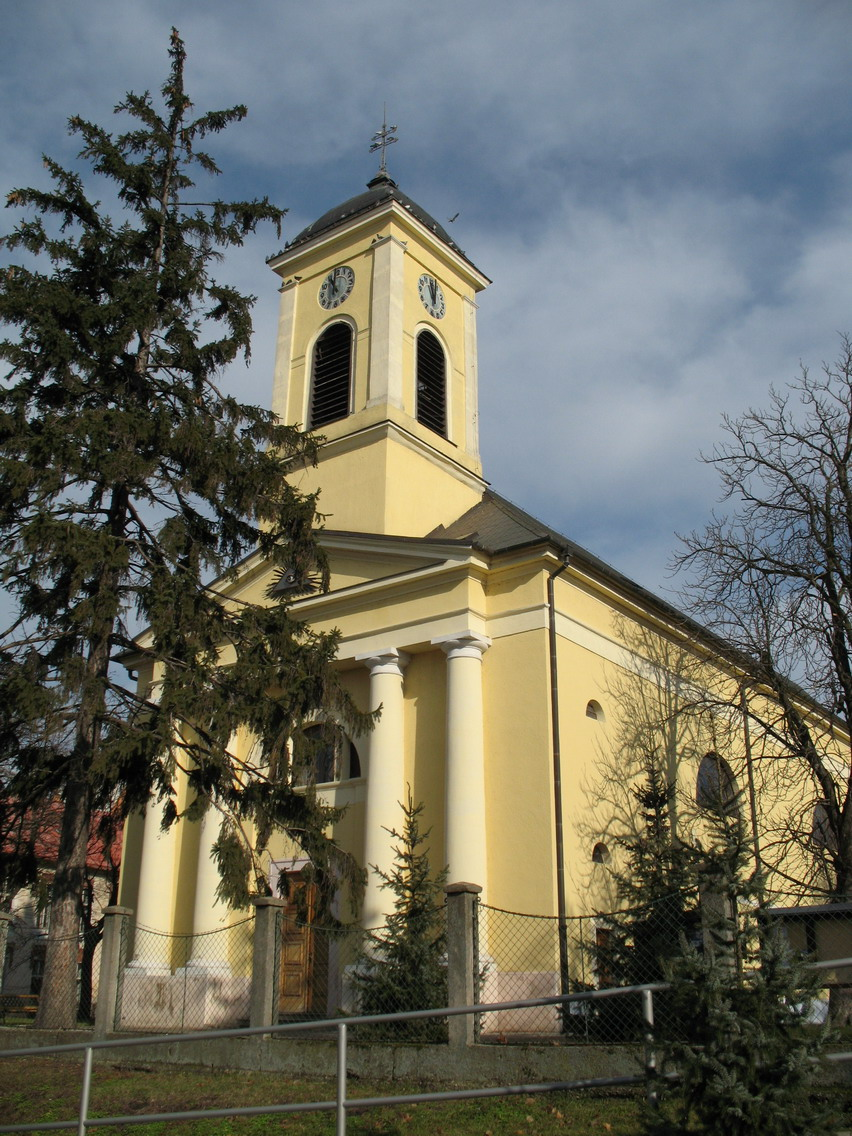
샬랴

샬랴(슬로바키아어: Šaľa, 헝가리어: Vágsellye 바그셰예[*], 독일어: Schelle 셸레[*])는 슬로바키아 남서부 니트라 주에 위치한 도시로 면적은 44.967km2, 높이는 118m, 인구는 24,256명(2006년 기준), 인구 밀도는 539명/km2이다. 브라티슬라바에서 65km, 노베잠키에서 30km 정도 떨어진 곳에 위치한다.

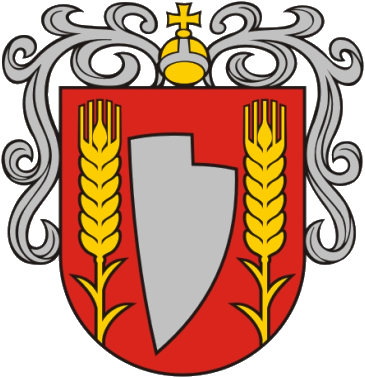
시 문장